# Annesorhiza grandiflora
Annesorhiza grandiflora là một loài thực vật có hoa trong họ Hoa tán. Loài này được (Thunb.) M.Hiroe mô tả khoa học đầu tiên năm 1979.